# Raghnall Mac Ruaidhrí
Raghnall Mac Ruaidhrí (mort en octobre 1346) est un important magnat écossais chef du Clann Ruaidhrí le père de Raghnall, Ruaidhrí Mac Ruaidhrí, est tué en 1318 ; à cette époque Raghnall devait être encore un enfant. Ruaidhrí lui-même apparaît lorsqu'il doit faire face aux prétentions sur Clan MacRuari de sa sœur, Cairistíona, épouse de Donnchadh, un membre de la lignée des comte de Mar. Cette situation met en évidence que Cairistíona et ses puissants alliés devaient être une menace pour le jeune Raghnall. Néanmoins ce dernier succède à son père et apparaît dans les sources en 1337.
L'étendue des possessions familiales de Raghnall dans le territoire des Hebrides et des Highlands de l'ouest le met en conflit direct avec les le principal magnat voisin  William III comte de Ross, et le contentieux entre eux est probablement à l'origine du meurtre de Raghnall par les partisans du comte en 1346. À la suite de sa mort les domaines du Clann Ruaidhrí sont transmis par sa sœur, Amy de Garmoran (en), à son époux le chef du Clann Domhnaill, Eóin Mac Domhnaill, seigneur des Îles, permettant ainsi le renforcement ultérieur de son pouvoir dans les Hébrides comme Seigneur des Îles.

## Sources
- (en) John.L.Roberts  Lost Kingdoms Celtic scotland and the Middle Ages Edinburgh University Press (Edinburgh 1997)  (ISBN 0748609105)p. 54–5.
- (en) T Addyman et R Oram, « Mingary Castle Ardnamurchan, Highland: Analytical and Historical Assessment for Ardnamurchan Estate » [archive du 4 mars 2016], sur Mingary Castle Preservation and Restoration Trust, 2012 (consulté le 27 novembre 2015)
- (en) « National Library of Scotland Adv MS 72.1.1 » [archive du 4 mars 2016], sur Irish Script on Screen, Dublin Institute for Advanced Studies (consulté le 24 novembre 2015)
- R Black et M Black, « Kindred 32 MacRuairi » [archive du 4 mars 2016], sur 1467 Manuscript (consulté le 21 novembre 2015)
- (en) S Boardman, The Early Stewart Kings: Robert II and Robert III, 1371–1406, East Linton, Tuckwell Press, 1996b (ISBN 1898410437)
- (en) M Brown, The Wars of Scotland, 1214–1371, Edinburgh, Edinburgh University Press, 2004 (ISBN 0748612386)
- (en) S Boardman, « Lordship in the North-East: The Badenoch Stewarts, I. Alexander Stewart, Earl of Buchan, Lord of Badenoch », Northern Scotland, vol. 16, no 1,‎ 1996a, p. 1–29 (ISSN 0306-5278, DOI 10.3366/nor.1996.0002)
- (en) S Boardman, « Chronicle Propaganda in Fourteenth-Century Scotland: Robert the Steward, John of Fordun and the 'Anonymous Chronicle' », Scottish Historical Review, vol. 76, no 1,‎ 1997, p. 23–43 (ISSN 0036-9241, DOI 10.3366/shr.1997.76.1.23, JSTOR 25530736)
- (en) A Campbell of Airds, A History of Clan Campbell, vol. 1, Édimbourg, Polygon at Edinburgh, 2000 (ISBN 1902930177)
- (en) D Caldwell, Islay: The Land of the Lordship, Edinburgh, Birlinn, 2008
- (en) DK Cochran-Yu, A Keystone of Contention: The Earldom of Ross, 1215–1517 (thèse de doctorat), University of Glasgow, 2015 (lire en ligne [archive du 10 septembre 2016])
- (en) PW Daniels, The Second Scottish War of Independence, 1332–41: A National War? (thèse de doctorat), University of Glasgow, 2013 (lire en ligne [archive du 5 octobre 2015])
- (en) AAM Duncan, Medieval Scotland: Crown, Lordship and Community, Edinburgh, Edinburgh University Press, 1998, 239–273 p. (ISBN 074861110X), « The 'Laws of Malcolm MacKenneth' »
- (en) BR Homann, David II, King of Scotland (1329–1371): A Political Biography (thèse de doctorat), Iowa State University, 2001 (DOI 10.31274/rtd-180813-12064 , lire en ligne [archive du 2 mars 2021])
- (en) J Munro, Firthlands of Ross and Sutherland, Edinburgh, The Scottish Society for Northern Studies, 1986, 59–67 p. (ISBN 0950599441), « The Earldom of Ross and the Lordship of the Isles »
- (en) N Murray, Rannsachadh na Gàidhlig 2000: Papers Read at the Conference Scottish Gaelic Studies 2000 Held at the University of Aberdeen 2–4 August 2000, Aberdeen, An Clò Gaidhealach, 2002, 221–30 p. (ISBN 0952391171), « A House Divided Against Itself: A Brief Synopsis of the History of Clann Alexandair and the Early Career of "Good John of Islay" c. 1290–1370 »
- (en) J Munro et RW Munro, The Acts of the Lords of the Isles, 1336–1493, Edinburgh, Scottish History Society, 1986 (ISBN 0906245079, lire en ligne [archive du 20 juillet 2021])
- (en) IA MacInnes, Scotland's Second War of Independence, 1332–1357, Woodbridge, The Boydell Press, 2016 (ISBN 978-1783271443, ISSN 1358-779X)
- (en) K Nicholls, The World of the Galloglass: Kings, Warlords and Warriors in Ireland and Scotland, 1200–1600, Dublin, Four Courts Press, 2007, 86–105 p. (ISBN 978-1851829460), « Scottish Mercenary Kindreds in Ireland, 1250–1600 »
- (en) RD Oram, The Argyll Book, Edinburgh, Birlinn, 2004, 123–39 p. (ISBN 1841582530), « The Lordship of the Isles, 1336–1545 »
- (en) R Oram, « The Making and Breaking of a Comital Family: Malcolm Fleming, First Earl of Wigtown, and Thomas Fleming, Second Earl of Wigtown, Part 1: The Making of an Earl: Malcolm Fleming », International Review of Scottish Studies, vol. 42,‎ 2017, p. 1–35 (DOI 10.21083/irss.v42i0.3558 , hdl 1893/25857 )
- (en) MA Penman, « The Scots at the Battle of Neville's Cross, 17 October 1346 », Scottish Historical Review, vol. 80, no 2,‎ 2001, p. 157–80 (ISSN 0036-9241, DOI 10.3366/shr.2001.80.2.157, JSTOR 25531043, hdl 1893/2098 )
- (en) MA Penman, The Lordship of the Isles, Leiden, Brill, 2014, 62–87 p. (ISBN 978-9004280359, ISSN 1569-1462, DOI 10.1163/9789004280359_004, hdl 1893/20883), « The MacDonald Lordship and the Bruce Dynasty, c. 1306–c. 1371 »
- (en) MA Penman, David II, 1329–71, Edinburgh, John Donald, 2005 (ISBN 978-0859766036, lire en ligne [archive du 18 juin 2019])
- (en) C Proctor, The Biographical Dictionary of Scottish Women: From the Earliest Times to 2004, Edinburgh, Edinburgh University Press, 2006 (ISBN 0748617132), « MacRuairi, Amy », p. 243
- (en) M Penman, Robert the Bruce: King of the Scots, New Haven, CT, Yale University Press, 2014 (ISBN 978-0300148725)
- (en) JL Roberts, Feuds, Forays, and Rebellions: History of the Highland Clans, 1475–1625, Edinburgh, Edinburgh University Press, 1999a (ISBN 0748612505)
- (en) A Ross, Lochailort, Highland: Desk-Based Assessment and Oral Reminiscence. Report no. 1995, CFA Archaeology, 2012
- (en) JL Roberts, Lost Kingdoms: Celtic Scotland and the Middle Ages, Edinburgh, Edinburgh University Press, 1999b (ISBN 0748609105, lire en ligne )
- (en) P Traquair, Freedom's Sword, Niwot, Roberts Rinehart, 1998 (ISBN 1570982473, lire en ligne )